# Arrondissements de l'Hérault

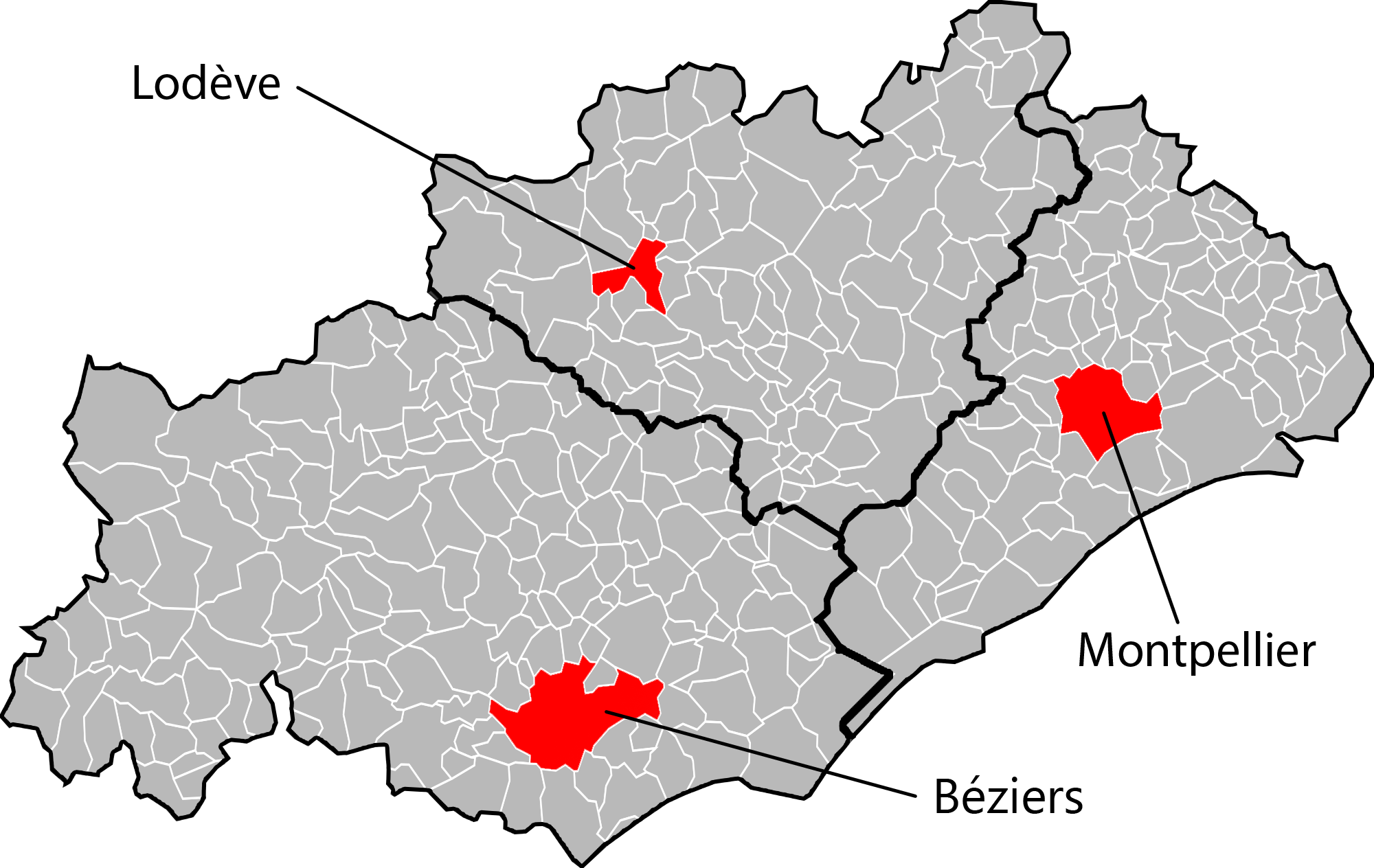
Carte des arrondissements de l'Hérault.

Le département de l'Hérault comprend trois arrondissements.

## Composition
| Nom                           | Code Insee | Superficie (km2) | Population (dernière pop. légale) | Densité (hab./km2) | Modifier             |
| ----------------------------- | ---------- | ---------------- | --------------------------------- | ------------------ | -------------------- |
| Arrondissement de Béziers     | 341        | 3 091,20         | 325 400 (2022)                    | 105                | modifier les données |
| Arrondissement de Lodève      | 342        | 2 005,00         | 147 749 (2022)                    | 74                 | modifier les données |
| Arrondissement de Montpellier | 343        | 1 004,80         | 744 182 (2022)                    | 741                | modifier les données |
| Hérault                       | 34         | 6 101,00         | 1 217 331 (2022)                  | 200                | modifier les données |

## Histoire
- 1790 : création du département de l'Hérault avec quatre districts : Béziers, Lodève, Montpellier, Saint-Pons
- 1800 : création des arrondissements : Béziers, Lodève, Montpellier, Saint-Pons
- 1926 : suppression des arrondissements de Lodève et de Saint-Pons
- 1942 : restauration de l'arrondissement de Lodève.

En 1979, Saint-Pons est devenu Saint-Pons-de-Thomières.
- Le 1er novembre 2009, les cantons d'Aniane, de Ganges et de Saint-Martin-de-Londres sont transférés de l'arrondissement de Montpellier à l'arrondissement de Lodève.